# Comuna Răchitoasa, Bacău
Răchitoasa este o comună în județul Bacău, Moldova, România, formată din satele Barcana, Bucșa, Buda, Burdusaci, Dănăila, Dumbrava, Farcașa, Fundătura Răchitoasa, Hăghiac, Magazia, Movilița, Oprișești, Putini, Răchitoasa (reședința) și Tochilea.

## Așezare
Comuna se află în estul extrem al județului, la limita cu județul Vaslui, în zona cursului superior al Zeletinului. Este traversată de șoseaua județeană DJ241, care o leagă spre nord de Colonești și Izvoru Berheciului și spre sud de Motoșeni, Glăvănești, Podu Turcului (unde se intersectează cu DN11A) și mai departe în județul Vrancea de Boghești și Tănăsoaia și în județul Galați de Gohor (unde se termină în DN24).

## Demografie
Componența etnică a comunei Răchitoasa
     Români (89,82%)
     Alte etnii (0,14%)
     Necunoscută (10,03%)
Componența confesională a comunei Răchitoasa
     Ortodocși (89,51%)
     Alte religii (0,36%)
     Necunoscută (10,13%)
Conform recensământului efectuat în 2021, populația comunei Răchitoasa se ridică la 4.156 de locuitori, în scădere față de recensământul anterior din 2011, când fuseseră înregistrați 5.080 de locuitori. Majoritatea locuitorilor sunt români (89,82%), iar pentru 10,03% nu se cunoaște apartenența etnică. Din punct de vedere confesional, majoritatea locuitorilor sunt ortodocși (89,51%), iar pentru 10,13% nu se cunoaște apartenența confesională.

## Politică și administrație
Comuna Răchitoasa este administrată de un primar și un consiliu local compus din 13 consilieri. Primarul, Valentin Moraru[*], de la Partidul Social Democrat, este în funcție din 2016. Începând cu alegerile locale din 2024, consiliul local are următoarea componență pe partide politice:
|  | Partid                          | Consilieri | Componența Consiliului | Componența Consiliului | Componența Consiliului | Componența Consiliului | Componența Consiliului | Componența Consiliului | Componența Consiliului | Componența Consiliului | Componența Consiliului | Componența Consiliului |
|  | ------------------------------- | ---------- | ---------------------- | ---------------------- | ---------------------- | ---------------------- | ---------------------- | ---------------------- | ---------------------- | ---------------------- | ---------------------- | ---------------------- |
|  | Partidul Social Democrat        | 10         |                        |                        |                        |                        |                        |                        |                        |                        |                        |                        |
|  | Alianța pentru Unirea Românilor | 2          |                        |                        |                        |                        |                        |                        |                        |                        |                        |                        |
|  | Partidul Național Liberal       | 1          |                        |                        |                        |                        |                        |                        |                        |                        |                        |                        |

## Istorie
La sfârșitul secolului al XIX-lea, comuna făcea parte din plasa Zeletin a județului Tecuci și era formată din satele Bărcana, Fundătura, Gunoaia și Răchitoasa, cu 1605 locuitori ce trăiau în 420 de case și 10 bordeie. Existau în comună două biserici (la Răchitoasa — mănăstire — și Gunoaia) și o școală mixtă cu 62 de elevi înființată în 1864. La acea vreme, pe teritoriul actual al comunei mai funcționau în plasa Stănișești a aceluiași județ și comunele Buda și Burdusaci. Comuna Buda avea în compoziție satele Brătoaia, Buda, Dănăilă, Putinele, Salahoru și Fărcașu, în total cu 1391 de locuitori; aici existau două biserici (contruite în 1800, respectiv 1810) și două școli — una cu 34 de elevi (dintre care 2 fete) la Buda, și o alta la Putinele cu 28 de elevi (dintre care 3 fete). Comuna Burdusaci, cu 1251 de locuitori și formată din satele Bucșa, Burdusaci, Deleni, Gunoaia, Hăghiac, Oprișești și Tochilele, avea și ea patru biserici (trei în Oprișești, una în Burdusaci) și o școală cu 49 de elevi (dintre care 6 fete).
Anuarul Socec din 1925 consemnează comunele în plasa Podu Turcului a aceluiași județ. Comuna Răchitoasa avea aceeași compoziție și 2569 de locuitori; comuna Buda avea în plus satul Magazia, iar populația ei totală era de 1819 locuitori; în vreme ce comuna Burdusaci avea 2646 de locuitori în satele Bucșa, Burdusaci, Burlug, Cârna, Chicerea, Deleni, Gunoaia, Gura-Sohodol, Hăghiaca, Oprișești, Tochile și Ursa.
În 1950, comuna Răchitoasa a devenit reședința raionului Răchitoasa din regiunea Bârlad, raion din care au făcut parte și celelalte două comune. În 1952, raionul a trecut la regiunea Bacău și în 1956 a fost desființat, cele trei comune fiind transferate raionului Adjud. În 1964, satul Bahnița-Gunoaia din comuna Răchitoasa a luat numele de Dumbrava, iar în comuna Burdusaci satul Gunoaia de Jos a primit numele de Movilița, iar satul Cârna — pe cel de Lunca. În 1968, cele trei comune au fost trecute la județul Bacău, iar comunele Buda și Burdusaci au fost desființate, satele lor trecând la comuna Răchitoasa. Tot atunci, au fost desființate satele Brătoaia (comasat cu Putini), Deleni, Lunca (comasate cu Tochilea), Gura Sohodol, Poteca și Stupeni (comasate cu Burdusaci).

## Monumente istorice
În comuna Răchitoasa se află fosta mănăstire Răchitoasa (secolele al XVII-lea–al XVIII-lea), ansamblu cuprinzând biserica „Adormirea Maicii Domnului” (1698), zidul de incintă (1704) și clădirile vechi (1739); precum și biserica de lemn „Sfinții Arhangheli” (1634–1653) și biserica „Sfinții Apostoli Petru și Pavel (1750) din satul Oprișești, toate trei monumente de arhitectură de interes național.
În rest, alte două obiective din comună sunt incluse în lista monumentelor istorice din județul Bacău ca monumente de interes local. Unul situl arheologic „Salahor-Putini”, aflat la 1,2 km nord de satul Dănăila și cuprinzând urmele unei așezări din perioada Latène (cultura geto-dacică, secolele al II-lea î.e.n.–I e.n.).